# Lucjan Pietraszewski
Lucjan Pietraszewski (* 18. Dezember 1917 in Łodz; † 11. Juli 1995 ebenda) war ein polnischer Radrennfahrer.

## Sportliche Laufbahn
Er begann seine sportliche Karriere in den 1930er Jahren. Während seiner Laufbahn startete er stets für Vereine seine Heimatstadt und zwar für die Vereine Resursy Lodz, Tramwaja Łódź, DKS Łódź und Partyzanta Łódź. Pietraszewski war ein vielseitiger Fahrer, er bestritt neben Straßenrennen auch Bahnrennen und Querfeldeinrennen. 1947 wurde er erster polnischer Meister im Querfeldeinsport. Ein Jahr später gewann er die Meisterschaft im Straßenrennen, 1947 war er Zweiter und 1946 Dritter dieser Meisterschaft. Auf der Bahn wurde er 1948 Meister in der Einerverfolgung und 1949 in der Mannschaftsverfolgung. An der Internationalen Friedensfahrt nahm er dreimal teil, der 7. Platz 1949 war sein bestes Ergebnis. Er errang zwei Etappensiege bei der Friedensfahrt. 1948 wurde er Zweiter bei der heimischen Polen-Rundfahrt, was bei mehreren Starts auch sein bestes Ergebnis blieb.
Nach Beendigung seiner Sportkarriere war er Funktionär im Bezirksradsportverbandes in Łódź.

## Palmarès
| Jahr | Erfolg | Rennen                                                           |
| ---- | ------ | ---------------------------------------------------------------- |
| 1946 | 3.     | Nationale Meisterschaft Einerverfolgung                          |
| 1947 | 2.     | Nationale Meisterschaft Mannschaftsverfolgung                    |
| 1947 | 2.     | 1. Etappe Polen-Rundfahrt                                        |
| 1947 | 3.     | 2. Etappe Polen-Rundfahrt                                        |
| 1947 | 2.     | 3. Etappe Polen-Rundfahrt                                        |
| 1947 | Sieger | Nationale Meisterschaft Querfeldeinrennen                        |
| 1948 | Sieger | Nationalmeisterschaft, Bahn, Mannschaftsverfolgung, Elite, Polen |
| 1948 | Sieger | Nationalmeisterschaft, Polen                                     |
| 1948 | 3.     | 3. Etappe Polen-Rundfahrt                                        |
| 1948 | Sieger | 7. Etappe Polen-Rundfahrt                                        |
| 1948 | 2.     | 9. Etappe Polen-Rundfahrt                                        |
| 1948 | 2.     | 11. Etappe Polen-Rundfahrt                                       |
| 1948 | 2.     | Gesamtwertung Polen-Rundfahrt                                    |
| 1948 | Sieger | 3. Etappe Friedensfahrt                                          |
| 1948 | Sieger | Nationalmeisterschaft, Straße, Polen                             |
| 1949 | Sieger | Nationalmeisterschaft, Polen                                     |
| 1949 | Sieger | 8. Etappe Friedensfahrt                                          |